# Ендемічний зоб
Ендемічний зоб — захворювання, яке характеризується збільшенням щитоподібної залози, частіше без порушення її функції і виникає в певних місцевостях.
На ендемічний зоб хворіють в Україні частіше в західних областях.

## Причини і клінічні прояви
Розвиток хвороби спричинює нестача йоду — йододефіцит. Добова потреба організму людини становить 200—220 мкг, а в ендемічних районах організм отримує лише до 50 мкг йоду на добу. Також сприяє захворюванню неповноцінне харчування, інтоксикація, недостатнє надходження в організм цинку, кобальту, міді, брому, тобто, порушення обміну мікроелементів, не виключена роль спадковості.
Окрім дефіциту йоду, причинами появи ендемічного зоба можуть стати:
- недостатність у довкіллі мінеральних речовин — йоду, кобальту, міді, брому, цинку, марганцю;
- споживання у великій кількості продуктів, що справляють струмогенний вплив (капуста, редиска, бруква, ріпа, шпинат, квасоля тощо), адже вони можуть спричинити так званий «капустяний зоб»;
- різні сірковмісні органічні високомолекулярні речовини;
- спадкове порушення йодного обміну;
- інфекційно-токсичні фактори.

Клінічні ознаки — збільшення щитоподібної залози. У міру її збільшення і внаслідок механічного здавлення навколишніх тканин (трахеї, гортані, шийних нервів, вен стравоходу) з'являються неприємні відчуття в ділянці серця, пульсуючий головний біль, порушується ковтання.
У 70-80 % випадків не спостерігається порушення функції щитоподібної залози, в інших випадках може розвиватися її гіпофункція.
Гіпотиреоїдний зоб у дітей призводить до розвитку ендемічного кретинізму зі змінами інтелекту, затримкою росту, глухонімотою, лінивістю, статевим недорозвитком.

## Лікування та профілактика
Лікування — призначення мікродоз йоду до повної нормалізації розмірів щитоподібної залози, а в більше тяжких випадках — призначення тиреоїдину (0,1-0,2 г) на добу у комплексі з полівітамінами. При великих розмірах щитоподібної залози і здавлення навколишніх тканин удаються до хірургічного втручання.
Профілактика — йодування солі, повноцінне харчування.